# Flabellidium spinosum
Flabellidium spinosum là một loài rêu thuộc họ Brachytheciaceae. Đây là loài đặc hữu của Bolivia.